# Instituto da Mobilidade e dos Transportes Terrestres
Das Instituto da Mobilidade e dos Transportes Terrestres, Instituto Público (IMTT, IP oder nur IMTT; deutsch Institut für Mobilität und Landverkehr) ist die portugiesische Regulierungsbehörde für den Schienen-, Land- und Schiffsverkehr. Die zum Mai 2007 gegründete Organisation untersteht dem portugiesischen Ministerium für öffentliche Bauten, Verkehr und Kommunikation und hat ihren Sitz in der portugiesischen Hauptstadt Lissabon.

## Geschichte und Funktion
Um die verschiedenen Regulierungsbehörden der portugiesischen Transportmittel zusammenzuführen und deren Position und Effizienz zu stärken, beschloss die Regierung unter Ministerpräsident Sócrates die Zusammenführung der drei Behörden, namentlich die Direcção Geral dos Transportes Terrestres e Fluviais, zu Deutsch Generaldirektion für Land- und Schiffsverkehr, das Instituto Nacional do Transporte Ferroviário, zu Deutsch Nationalinstitut für Eisenbahnverkehr, sowie die Direcção Geral de Viação, zu Deutsch Generaldirektion für Straßenverkehr. Durch die Veröffentlichung des betreffenden Gesetzes Decreto-Lei n° 148/2007 im Diário da República, dem portugiesischen Gesetzesblatt, war diese Änderung zum 1. Mai 2007 amtlich.
Das somit neu gegründete Instituto da Mobilidade e dos Transportes Terrestres beinhaltet alle Aufgaben der drei Vorgängerorganisationen. Für den Eisenbahnverkehr umfasst das beispielsweise weiterhin die Eisenbahnregulierung, Zuteilung von Zertifikaten, Lizenzen und Zulassungen und auch die mögliche Sanktionierung einzelner Unternehmen bei einer Bußgeldhöhe bis zu 44.800 Euro. Zudem hat das IMTT große Entscheidungskompetenzen, und dessen Entscheidungen können nur durch ein nationales oder internationales Gericht aufgehoben werden, eine politische Einflussnahme durch das überstehende portugiesische Ministerium für öffentliche Bauten, Verkehr und Kommunikation ist nicht möglich.